# Tramlijn 7 (Haaglanden)
Tramlijn 7 van de HTM is een voormalige tramlijn in de regio Haaglanden (in de Nederlandse provincie Zuid-Holland).

Van 1983 t/m 1985 werd een gedeelte van het traject ook bereden met lijnnummer "7K(ort)".

## Geschiedenis

### 1906-1929

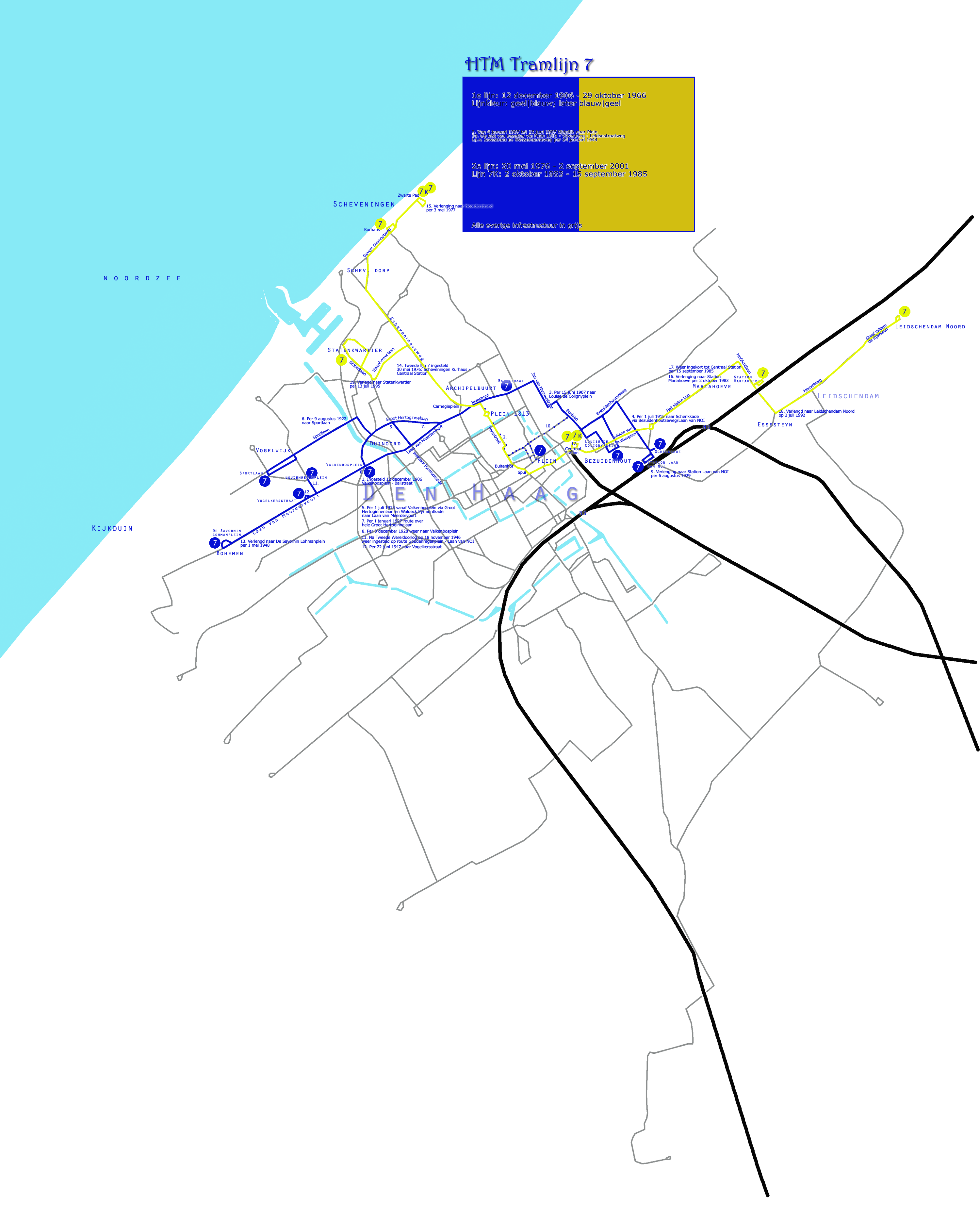
Kaart van de routes van lijn 7 door de jaren heen.

- 12 december 1906: Lijn 7 werd ingesteld op het traject Valkenbosplein – Javastraat (Den Haag). Het was een lijn die - opgenomen in het Tramplan-1904 - evenals de lijnen 5, 6 en 10 geen band had met een voormalige paardentramlijn. Het eindpunt Javastraat werd al op 4 januari 1907 verplaatst naar het Plein. De lijnkleuren waren eerst blauw|geel, maar na 1930 geel|blauw.[1]
- 15 juni 1907: Na het gereedkomen van de Javabrug werd lijn 7 via het Benoordenhout doorgetrokken naar het Bezuidenhout, waar het eindpunt kwam aan het Louise de Colignyplein.
- 1 juli 1915: Dit eindpunt werd nogmaals verplaatst naar de Laan van Nieuw Oost Indië/Schenkkade. De lijnen 3 en 7 verwisselden hun trajectdelen in Den Haag-West. Lijn 7 ging het trajectdeel over de Groot Hertoginnelaan/Waldeck Pyrmontkade berijden. In het Bezuidenhout was de keerlus eerst gepland via twee krappe straten; Johannes Camphuijsstraat en Johan van Hoornstraat, maar dat ging toch niet door.[2]
- 9 augustus 1922: Het eindpunt Valkenbosplein werd verplaatst naar de Sportlaan/Goudenregenstraat. Daar zou de tram blijven keren totdat op 3 december 1928 de lijn weer terugkwam op het Valkenbosplein. Het traject Sportlaan – Groot Hertoginnelaan werd overgenomen door de op die datum nieuw ingestelde lijn 21.
- 6 augustus 1929: Lijn 7 ging gebruikmaken van de keerlus bij het NS station Laan van Nieuw Oost Indië.

### 1944-1966
- 24 januari 1944: De vesting-Clingendael werd door de Duitse bezetter tot gesloten gebied verklaard. Het gevolg was dat lijn 7 het trajectgedeelte Javabrug - Boslaan niet meer mocht berijden. Een oplossing werd gevonden door lijn 7 vanaf de Javastraat het traject van lijn 8 te laten kiezen tot aan de Lange Vijverberg, en vandaar het traject van lijn I² tot aan de Boslaan.
- 2 maart 1944: Om energie te sparen werd de lus over de Groot Hertoginnelaan geschrapt; lijn 7 reed nu rechtdoor over de Laan van Meerdervoort.
- 17 november 1944: De dienst op alle Haagse tramlijnen werd gestaakt vanwege energieschaarste.
- 18 november 1946: Lijn 7 werd hervat op het vooroorlogse traject, waarbij het eindpunt Valkenbosplein werd verlegd naar het Goudenregenplein. De Javabrug moest nog gepasseerd worden over een enkelspoors houten noodbrug.
- 22 juni 1947 Het traject in Den Haag-West werd verlengd naar de Lijsterbesstraat; op 1 mei 1948 volgde een tweede verlenging naar het De Savornin Lohmanplein. Het trajectdeel Valkenbosplein - De Savornin Lohmanplein werd overgenomen van de vooroorlogse buslijn M.
- 30 juni 1950: De vernieuwde Javabrug kon in gebruik worden genomen.
- 29 oktober 1966: Lijn 7 werd opgeheven wegens de lage bezetting buiten de spits tussen de Zoutmanstraat en Boslaan.[3] De trajectdelen De Savornin Lohmanplein – Goudenregenstraat en Staatsspoor – Laan van Nieuw Oost-Indië werden overgenomen door lijn 3. Op 31 oktober 1966 werd buslijn 7 ingesteld die als spitslijn een gedeelte van het traject van lijn 7 bereed.

### 1976-2001
- 20 mei 1976: De tweede lijn 7 werd ingesteld op het traject Scheveningen Kurhaus – (Scheveningseweg) – Centraal Station. Het eindpunt in Scheveningen werd een jaar later verplaatst naar het Zwarte Pad.
- 2 oktober 1983: De route van lijn 7 werd verlengd; het eindpunt werd gevestigd bij Station Mariahoeve. Het kortere traject Scheveningen – Den Haag CS werd onderhouden door lijn "7K(ort)".
- 15 september 1985: Lijn 7K werd opgeheven; de route van lijn 7 werd ingekort en het eindpunt kwam weer bij Den Haag CS.
- 2 juli 1992: Lijn 7 werd doorgetrokken van Den Haag CS naar Leidschendam-noord. In 1994 sneuvelt het plan om een verlenging aan te leggen naar Leidsechendam 't lien.[4]
- 13 juli 1995: De route werd gewijzigd: Scheveningen werd verlaten en lijn 7 ging vanaf de Scheveningseweg het Statenkwartier bedienen. Het eindpunt werd verplaatst naar de Statenlaan. Dit was een ruil met lijn 8 van de trajectdelen vanaf de Scheveningseweg/Promenade.
- 2 september 2001: Lijn 7 werd opgeheven. Het trajectdeel Statenkwartier – Den Haag CS werd overgenomen door lijn 17 en het trajectdeel Den Haag CS – Leidschendam door lijn 2 en lijn 6.

### 2014

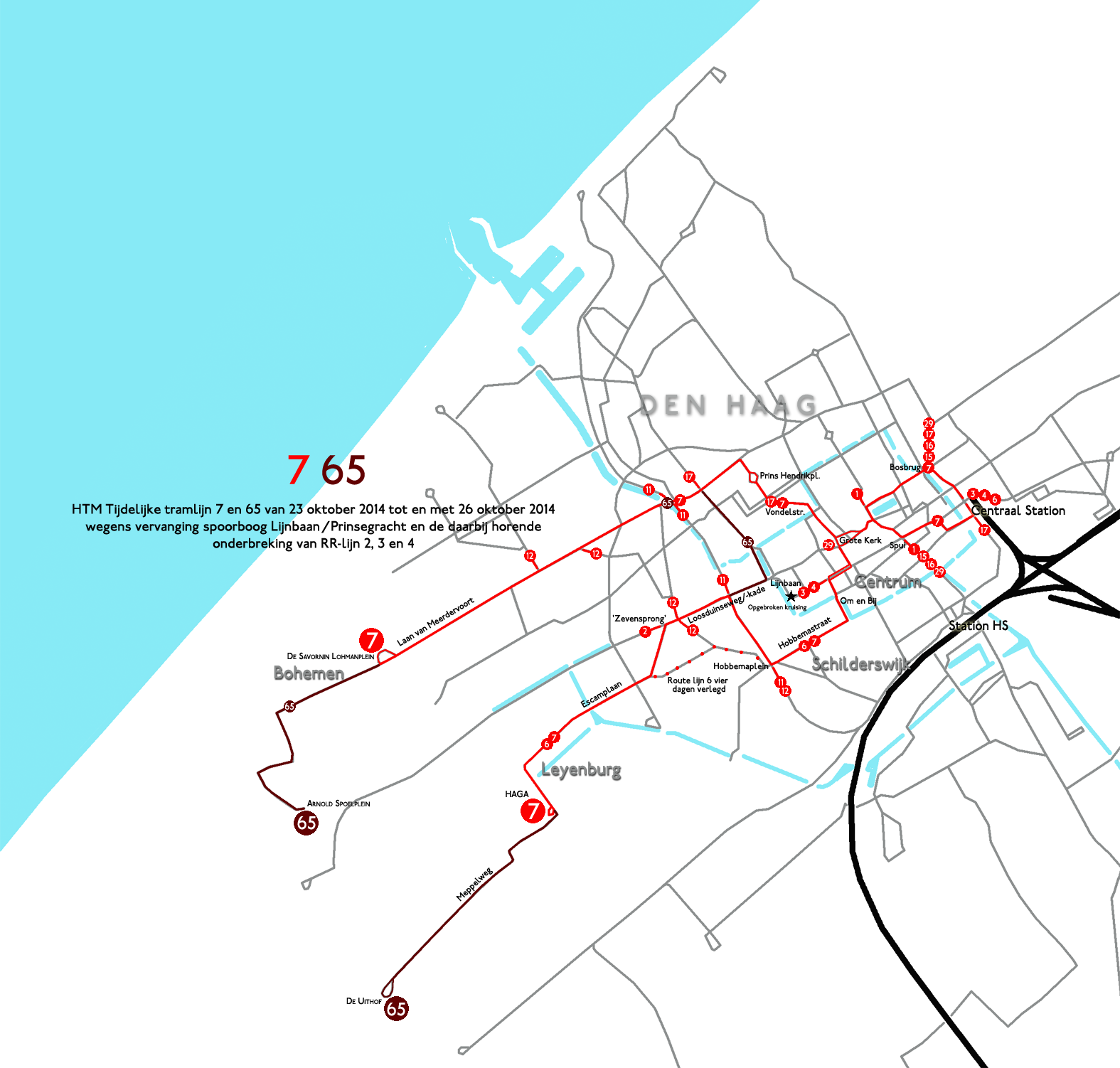
Kaartje tijdelijke lijn 7, Den Haag, 23 oktober 2014.

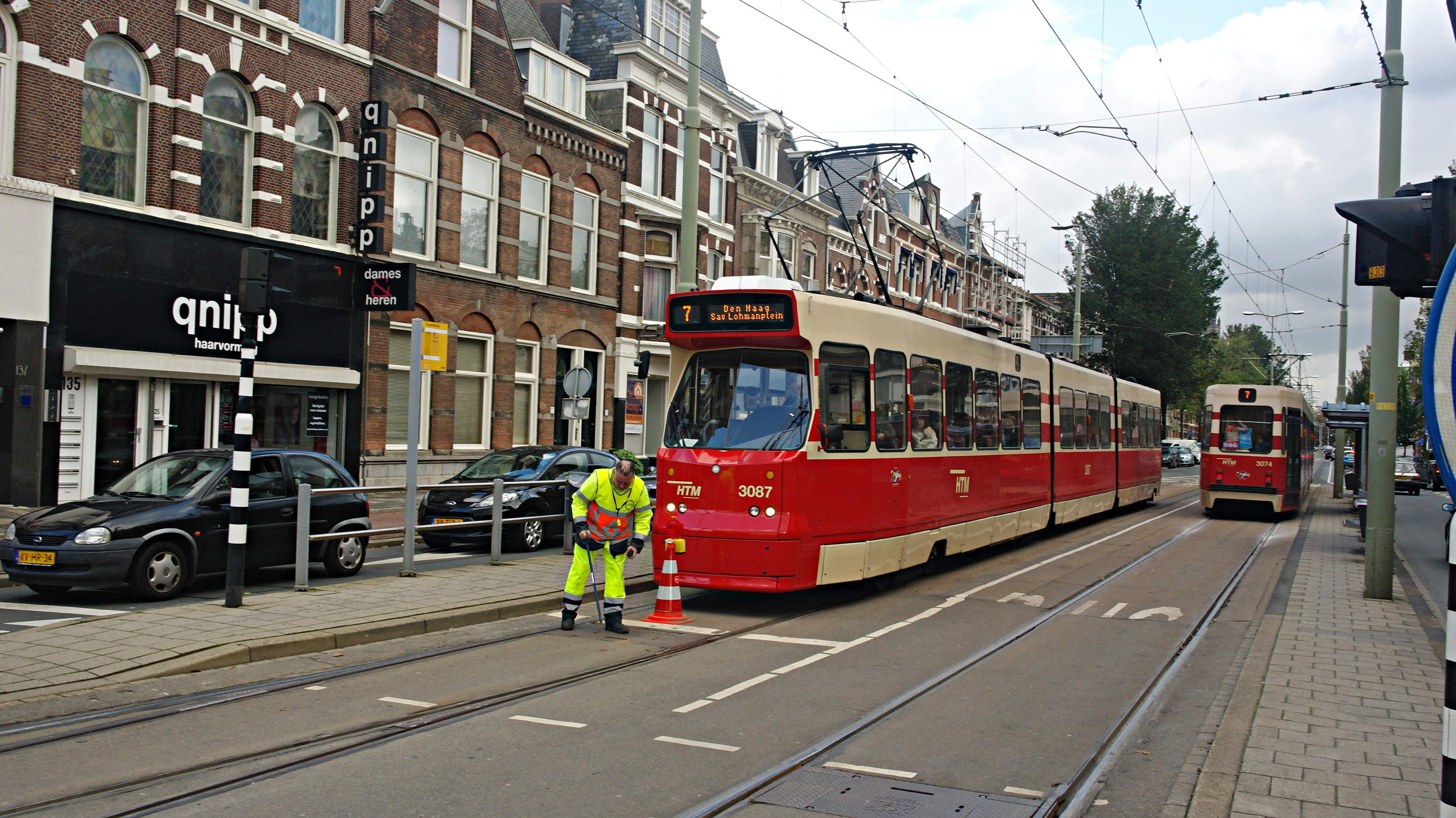
GTL 3087 op de tijdelijke tramlijn 7, 23 oktober 2014. Het wissel moet met de hand worden omgezet.

- 23 oktober 2014: Een tijdelijke lijn 7 wordt voor 4 dagen ingesteld, wegens werkzaamheden aan de sporenboog Lijnbaan/Prinsegracht waardoor de RR-lijnen 2, 3 en 4 zijn onderbroken. Deze lijn rijdt als extra ondersteuning van Leyenburg, via het Haagse centrum en het Centraal Station naar De Savornin Lohmanplein.
- 27 oktober 2014: Omdat de werkzaamheden afgerond zijn, is lijn 7 niet meer nodig en wordt deze lijn opgeheven.

### Trivia
In 1926 exploiteerde de HTM ook een buslijn 7. Dat was één van de eerste HTM-buslijnen in Den Haag, na tweemaal lijn 4 in 1925/1926. De HTM vond dat blijkbaar niet verwarrend met tramlijn 7.